# Pseuderanthemum potamophilum
Pseuderanthemum potamophilum là một loài thực vật có hoa trong họ Ô rô. Loài này được Leonard miêu tả khoa học đầu tiên năm 1953.